# Shimizudani Kinnaru

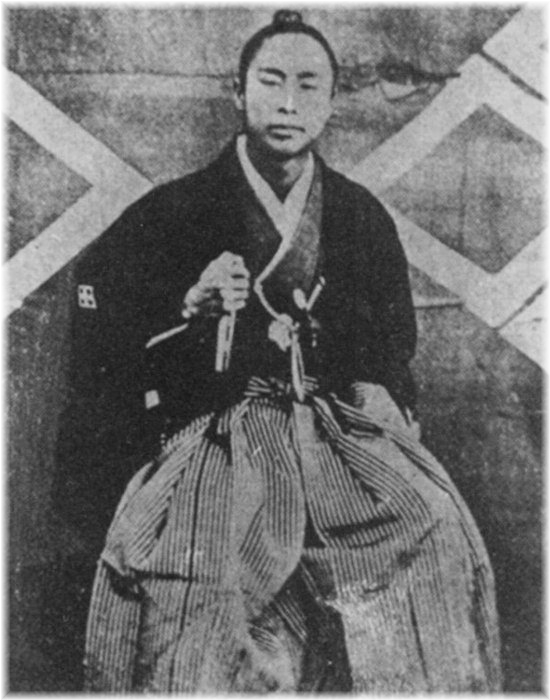
Shimizudani Kinnaru

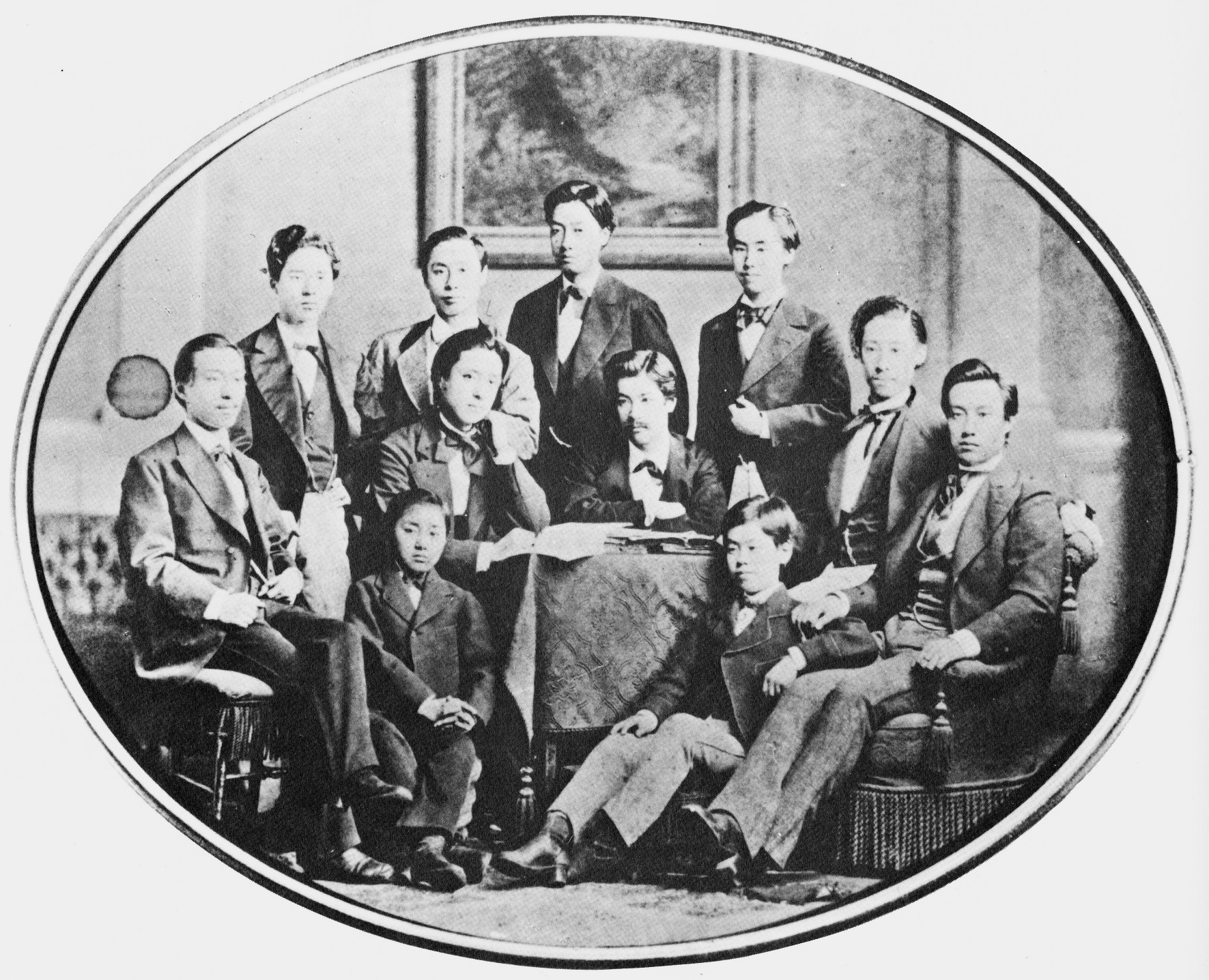
Kitashirakawa (am Tisch sitzend) in Berlin mit Japanern.

Shimizudani Kinnaru (japanisch 清水谷 公考; geboren 6. Oktober 1845 in Kyōto; gestorben 31. Dezember 1882) war ein Mitglied des japanischen Hofadels.

## Leben und Wirken
Shimizudani Kinnaru, der zum Hofadel gehörte, wurde im 4. Jahr Keiō (1868) Vorsitzender des Gerichtshofes von Hakodate und Kommissar von Hokkaidō. Am Ende desselben Jahres zog sich Enomoto Takeoki, der letzte Befehlshaber der Shogunats-Truppe, nach Hakodate zurück und verschanzte sich in der dortigen modernen Festung. Shimizudani belagerte ihn, bis Enomoto aufgab.
1871 gehörte Shimizudani zu den jungen Japanern, die im Rahmen der Iwakura-Mission mitgenommen wurden, um sich im Ausland weiterzubilden. Shimizudani kam so nach Preußen. Ein Foto zeigt ihn im Kreis von Japanern, die der Adelige Kitashirakawa Yoshihisa um sich versammelt hatte.
Nach seiner Rückkehr 1875 wurde Shimizutani im selben Jahr Oberhaupt der Shimizutani-Familie. Er starb 1882, wurde nur 38 Jahre alt.